# Галушка, Александр Сергеевич
Александр Сергеевич Галушка (род. 1 декабря 1975, Клин, Московская область) — Министр Российской Федерации по развитию Дальнего Востока (2013—2018), заместитель Секретаря Общественной палаты Российской Федерации, председатель Координационного совета при Общественной палате Российской Федерации по национальным проектам и народосбережению, член Совета директоров «Объединенной Авиастроительной Корпорации», член Координационного комитета Президентского фонда культурных инициатив, член Комиссии при Президенте РФ по историческому просвещению, член Президиума Комиссии Правительства РФ по экономическому развитию и интеграции. Президент, Сопредседатель общероссийского объединения предпринимателей «Деловая Россия» (2010—2013), сопредседатель центрального штаба Общероссийского народного фронта (2013).

## Биография
Александр Галушка родился 1 декабря 1975 года в г. Клин Московской области.
Образование
- С отличием экономический факультет Московского государственного социального университета (МГСУ).
- С отличием Российская экономическая академия им. Г. В. Плеханова по специальности «Профессиональная оценка и экспертиза объектов и прав собственности».
- С отличием Российская экономическая академия им. Г. В. Плеханова по специальности «Оценка стоимости предприятий (бизнеса)».
- С отличием Российская академия народного хозяйства и государственной службы при Президенте Российской Федерации «Программа подготовки высшего уровня резерва управленческих кадров»; прошел стажировку в Эдинбургском университете (Великобритания), защитил проектную работу по теме: «Стратегия народосбережения и развития человеческого потенциала Российской Федерации до 2050 года».

## Общественно-политическая деятельность

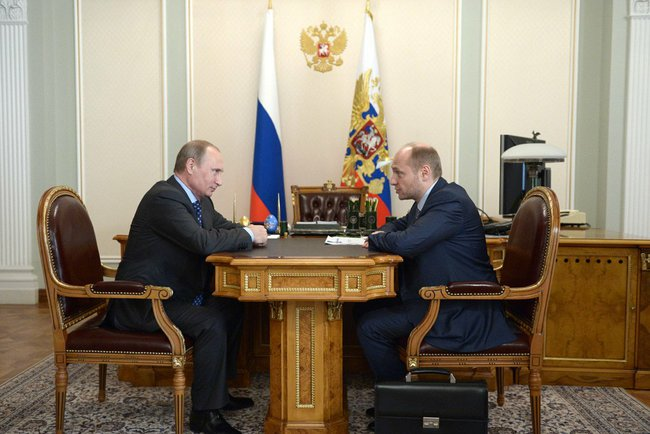
Рабочая встреча с Министром по развитию Дальнего Востока Александром Галушкой

С 2004 года являлся президентом НП «Российская коллегия оценщиков», вошёл в состав Национального Совета по оценочной деятельности в Российской Федерации. На этой должности выступил инициатором и разработчиком методик и стандартов в области инвестиций, оценки и управления, в том числе по оценке инвестиционных проектов, определению стоимости бизнеса, интеллектуальной собственности, земли и недвижимости, управлению стоимостью активов, реализовал более 1000 практических проектов в данной сфере, в том числе был разработчиком программы реконструкции и реновации территории сложившийся застройки города Москвы, государственной дивидендной политики, систем повышения капитализации и эффективного вовлечения в оборот активов.
С 2004 года стабильно входит в «топ-100 наиболее стратегичных управленцев России» по версии «Института экономических стратегий».
С декабря 2010 года был избран президентом Общероссийской общественной организации «Деловая Россия», а с сентября 2012 года — стал её сопредседателем.

### Концепции развития России
В этот период Галушка выступил инициатором и разработчиком ряда стратегических проектов в сфере народосбережения, создания 25 миллионов новых высокопроизводительных рабочих мест, формирования национальной предпринимательской инициативы по разработке дорожных карт кардинального улучшения инвестиционного климата и позиции России в глобальном рейтинге «Doing business», создания регионального стандарта благоприятного инвестиционного климата, формирования национальной программы развития конкуренции (программа утверждена Распоряжением Правительства РФ от 28 декабря 2012 г. № 2579-р); разработки стратегии развития налоговой системы, снижения налогов на доходы людей и бизнеса и повышение налогов на природную ренту, элитную недвижимость, потребление табака и крепкого алкоголя.

### В Общероссийском Народном фронте
12 июня 2013 года был избран на съезде Общероссийского Народного фронта в руководящие органы, стал сопредседателем центрального штаба ОНФ наряду с кинорежиссёром Станиславом Говорухиным и депутатом Госдумы Ольгой Тимофеевой.
В рамках деятельности ОНФ инициировал и организовал работу проекта пресечения коррупции в сфере государственных закупок.

### Во главе Дальнего Востока
С 11 сентября 2013 года по 07 мая 2018 года — министр Российской Федерации по развитию Дальнего Востока.
По его инициативе заработали новые программы привлечения инвестиций: особая экономическая зона «Свободный порт Владивосток»; 18 Территорий опережающего развития; электронная система «Одно окно» для инвесторов; уникальная система льгот, преференций, гарантий инвесторам, был создан Восточный центр современного Государственного планирования («Востокгосплан»), приняты новая Государственная программа социально-экономического развития Дальнего Востока, новая Федеральная целевая программа развития Курильских островов, с общим объёмом финансирования более 500 млрд рублей. В 2016 году Правительство России утвердило федеральные планы развития городов Комсомольск-на-Амуре (Хабаровский край) и Свободный (Амурская область) с общим объёмом финансирования более 80 млрд рублей. С 2017 года начали впервые реализовываться планы социального обустройства точек экономического роста с финансированием более 60 млрд рублей. С 2017 года начала работать система выделения «дальневосточных разделов» в различных Государственных программах и программах государственных компаний.
Особе внимание уделялось демографическому развитию: в 2017 году принята специальная демографическая программа развития Дальнего Востока.
По инициативе Галушки были созданы институты развития Дальнего Востока: Корпорация развития Дальнего Востока, Агентство по привлечению инвестиций и поддержки экспорта на Дальнем Востоке и Агентство развития человеческого капитала на Дальнем Востоке.
За государственную деятельность по развитию Дальнего Востока Указом Президента России награждён Орденом Почёта «за большой вклад в социально-экономическое развитие Дальнего Востока» и высшей наградой Правительства России — Медалью Столыпина I степени «за заслуги в решении стратегических задач социально-экономического развития страны и многолетний добросовестный труд.»

### В Общественной палате
В 2020 году избран заместителем Секретаря Общественной палаты Российской Федерации.
Определён Президентом Российской Федерации персонально ответственным исполнителем Поручения Президента РФ (Пр-1395, п.7 г)): «обеспечивать поддержку гражданских инициатив, направленных на повышение качества жизни граждан, в том числе гражданских инициатив в области народосбережения, образования, здравоохранения, развития предпринимательства, прежде всего в высокотехнологичных отраслях экономики, привлечения инвестиций, создания новых рабочих мест и улучшения делового климата в Российской Федерации, развития индивидуального жилищного строительства и общественной инфраструктуры» с направлением регулярных докладов Президенту Российской Федерации о ходе и результатах выполнения данных Поручений.
Возглавил Координационный совет при Общественной палате по национальным проектам и народосбережению в рамках которого осуществляется общественный контроль национальных проектов и государственных программ, формируются стратегические инициативы и конкретные предложения по их корректировке.
По результатам этой работы выявлены системные проблемы национальных проектов и выработаны принципиальные предложения по реформированию всей системы национальных проектов, которые были направлены Президенту Российской Федерации, получили его резолюцию «Согласен» и соответствующее поручение Главы государства.
03 марта 2023 года получил персональное предложение Президента РФ войти в новый состав Общественной палаты РФ (Пр-423), которое в соотвеnствии с законом Глава государства лично направляет 40 российским гражданам, имеющим особые заслуги перед государством и обществом и при их согласии утверждает членство в Общественной палате Указом Президента.

### Участие в решении государственных задач
В 2019 году выступил руководителем авторского коллектива по разработке Стратегии народосбережения в Российской Федерации до 2050 года (далее — Стратегия), которая была одобрена 18 октября 2019 года XXIII Всемирным Русским Народным Собором. Ключевые положения Стратегии — определения народосбережения в качестве высшего национального приоритета и конституционное закрепление брака как союза мужчины и женщины вошли соответственно в Послание Президента Федеральному Собранию 2020 года и поправки в Конституцию Российской Федерации 2020 года.
Указом Президента РФ от 17.05.2021 № 287 включён в состав Координационного комитета Президентского фонда культурных инициатив.
Распоряжением Главы Администрации Президента РФ от 24.08.21 № 652 включён в состав Президентской Комиссии по историческому просвещению. Возглавил рабочую группу Президентской Комиссии по историческому просвещению в экономической сфере.
Распоряжениям Правительства Российской Федерации от 05.03.20 № 527-р включен в состав Президиума Правительственной комиссии по экономическому развитию и интеграции.
Распоряжениями Правительства Российской Федерации:
— выдвинут в качестве представителя государства в Наблюдательный совет «Россельхозбанка» (№ 973-р от 18.05.19);
— выдвинут в качестве представителя государства в Совет директоров «Аэрофлота» (№ 406-р от 11.03.19).

### Национальные стратегии России
В 2019—2021 гг. выступил (в соавторстве) с рядом стратегических инициатив, в том числе:
- использования индекса народосбережения в качестве практического инструмента приоритизации национальных проектов, государственных программ и различных аскетов государственной деятельности;
- создания Евразийского рубля — наднациональной клиринговой расчетной денежной единицы, стимулирующей евразийскую интеграцию и снижающей риски международных расчётов;
- внедрения целевой проектной эмиссии — инвестиционного денежного контура создания денег в экономике, обеспечивающего неинфляционное, дешёвое и длинное финансирование инвестиционных проектов;
- создания единой национальной системы привлечения инвестиций и сопровождения реализации инвестиционных проектов;
- внедрения единой системы принципов создания инфраструктуры, включая переход на модель полного жизненного цикла инфраструктуры;
- модернизации системы государственных закупок, включая переход на современные цифровые технологии их осуществления;
- внедрения гарантированного сертификата — механизма нетоварного удовлетворения базовых, социально полезных потребностей человека.

## Книги

### «Кристалл роста. К русскому экономическому чуду»
Выступил идеологом и соавтором книги «Кристалл роста. К русскому экономическому чуду», которая вышла в свет в 2021 году. Впервые презентация книги состоялась на полях Петербургского международного экономического форума 2021 года. «КРИСТАЛЛ РОСТА. К русскому экономическому чуду» стала экономическим бестселлером и самой продаваемой книгой по экономике с октября 2021 года по декабрь 2022 года.
Вольное экономическое общество и Международный союз экономистов наградили в 2021 году книгу «КРИСТАЛЛ РОСТА. К русскому экономическому чуду» специальным дипломом «Экономическая книга года — 2021», а в 2022 году признали «Экономической книгой года — 2022».
Книга стала лауреатом Национальной премии «Лучшие книги и издательства года — 2021» в категории «Экономика» и награждена Почётной грамотой Общественной палаты РФ.
13 декабря 2022 года в Кремле Александр Галушка объявлен лауреатом премии «Знание» в категории «Просветитель года в сфере экономики и бизнеса».
С. Ю. Глазьев в рецензии на книгу отмечает новаторский и качественный по стройности изложения и охвату источников анализ истории экономической мысли и управленческой модели Советского Союза, объясняющий феномен «русского экономического чуда». Авторы рецензии отмечают, что использованные при работе над книгой ранее секретные документы с точки зрения дисциплины «источниковедение» имеют наивысшую степень достоверности. Отмечена важность развенчания мифов о сталинском периоде, вынесенном ранее в экономической литературе в «серую зону», а также последовательное изложение этапов разрушения эффективной экономической модели.
Г. И. Ханин и Д. А. Фомин в рецензии на книгу утверждают, что авторы серьёзно упрощают механизм функционирования советской экономики и дают многим факторам неверную интерпретацию, вследствие этого предлагаемые авторами подходы не позволяют обеспечить подъём современной российской экономики как из-за её отличий от экономики СССР, так и ввиду ошибочности многих предлагаемых ими методов.

## Награды
- Орден Почёта (4 июля 2016 года) — за большой вклад в социально-экономическое развитие Дальнего Востока и Байкальского региона[33].
- Медаль «За развитие Сибири и Дальнего Востока» (8 августа 2023 года) — за достигнутые трудовые успехи и многолетнюю добросовестную работу[34].
- Медаль Столыпина П. А. I степени — за заслуги в решении стратегических задач экономического развития страны и многолетний добросовестный труд[35].
- Благодарность Президента Российской Федерации (2013 год) — за экспертно-аналитическое сопровождение деятельности Президента России.
- Благодарственные письма Президента Российской Федерации за вклад в различные аспекты социально-экономического развития России (2018 год, 2021 год, 2022 год)
- Почётная грамота Правительства Российской Федерации (2011 год) — за активное участие в реализации задач модернизации отечественной экономики.
- Благодарность Правительства Российской Федерации (2013 год) — за большой вклад в разработку дорожных карт национальной предпринимательской инициативы и создание благоприятного инвестиционного климата в Российской Федерации.
- Благодарность Правительства Российской Федерации (2012 год) — за подготовку налоговой части Стратегии 2020 и руководство Правительственной рабочей группой «Налоговая политика».
- Благодарность Правительства Российской Федерации (2003 год) — за большой личный вклад в становление и развитие оценочной деятельности в Российской Федерации.
- Почётная грамота Министерства экономического развития Российской Федерации[36].
- Почетная грамота Федерального агентства кадастра объектов недвижимости.
- Орден святого равноапостольного великого князя Владимира III степени.
- Орден Преображения II степени.
- Медаль преподобных Сергия и Германа Валаамских I степени.